# Tetragonochora annulata
Tetragonochora annulata är en stekelart som först beskrevs av Brulle 1846.  Tetragonochora annulata ingår i släktet Tetragonochora och familjen brokparasitsteklar. Inga underarter finns listade i Catalogue of Life.